# بیونه فیوردن
بیونه فیوردن (به نروژی: Bjugnfjorden)، آبدره ای در شهرداری اورلند در شهرستان سرعتترندلگ، نروژ است. این آبدره ۱۴ کیلومتر (۸٫۷ مایل) طول دارد و از دهکده بوتنگارد آغاز می‌شود و در غرب فانوس دریایی دریانورد سرخ به اقیانوس اطلس وصل می‌شود. از دیگر روستاهای حاشیهٔ این آبدره می‌توان به نیس (تروندلاگ) و اوتاگ اشاره کرد، کلیسای بوژن در ساحل جنوبی فیورد واقع شده‌است. استیورن فیورد حدود ۶ کیلومتر (۳٫۷ مایل) جنوب آن، در آن سوی شبه جزیره لندرلند قرار دارد.